# 42V系統
汽车內的42V系統是1990年代末期提出的電壓標準，在車內增加42伏特的電壓，目的是讓車內可以有更多的電子驅動裝置，也減輕車內的線束。當時有提出將电动机用在動力轉向或是其他設備，減少安裝需要的體積，也避免傳動皮带或是大電流導線的重量。傳統的車內輔助電壓是12伏特，42V系統電壓超過原來的三倍。較高的電壓一方式可以在配線及設備上有較大的功率輸出，而且小於50伏特，在避免電擊危害指引的最大電壓以內。歐洲車廠戴姆勒為此標準命名為42V。
雖然許多多的車廠預測會切換到36V（锂离子电池）/42V（充電用電壓）的電壓系統，不過此一轉換後來沒有發生，此計劃也已經取消。高效率馬達的出現、新的配線技術及數位控制、而且著重使用高壓啟動器／發電機的混合动力电动汽车，已取代了切換車輛輔助電壓的需求。以往認為需要較高電壓的應用（例如動力轉向），已可以用12V的電壓實現其應用。。因為車輛中使用的白熾燈在12V系統下運作良好，要切換到42V系統反而比較難，42V系統只用在少數的車輛應用中
在中度混合動力汽車中有配合 48伏特的電壓系統，用電子的方式輔助推進，並且在剎車時可以回生能量，有助於省油

## 歷史

### 美國–先進汽車電氣和電子系統聯盟
国际汽车工程师学会（SAE）早在1988年就提出了提高汽車電壓的議題。
1994年時在戴姆勒公司的提議下，在美國麻薩諸塞州麻省理工学院的電磁及電子系統實驗室（MIT/LEES）發起了第一屆的汽車配電系統先進體系結構研討會（Workshop on Advanced Architectures for Automotive Electrical Distribution Systems），目的是定義未來汽車電力系統的架構。一開始的參與者有車輛配件的供應商，以及戴姆勒、福特汽车及通用汽车等車廠。
1995年9月時，在麻省理工学院利用工具MAESTrO比較了幾種電子系統的架構，同年12月時，研究的結論是定義未來汽車電壓的標準大約會是40 V。
在1996年初，成立了先進汽車電氣和電子系統聯盟（Consortium on Advanced Automotive Electrical and Electronic Systems），隨後的研討會中，確定未來的汽車電壓標準是42V。
IEEE Spectrum在1996年8月時有一篇論文《Automotive electrical systems circa 2005》。
1996年10月在，MIT的John G. Kassakian博士在底特律的IEEE汽車電子技術研討會（IEEE Workshop on Automotive Power- Electronics）中，發表了「車用電子系統的未來」（The Future of Automotive Electrical Systems）的演講。
戴姆勒公司在1997年3月24日，在MIT發表了「42V/12V雙電壓車輛電子動力系統的規格草案」（Draft Specification of a Dual Voltage Vehicle Electrical Power System 42V/14V）。

### 歐洲
戴姆勒在1994年時，也有在歐洲提出相同的計劃，之前SICAN GmbH在汉诺威針對德國的車廠舉辦了第一次的Forum Bordnetz（車輛電子系統論壇）。也是邀請汽車零件供應商在很早期就加入，和所有歐洲的車廠一同參與。
1996年2月15日訂定了介紹性論文Bordnetzarchitektur im Jahr 2005（2005年的汽車電子系統架構），BMW在1996年6月4日提出了Tabelle heutiger und zukünftiger Verbraucher im Kfz（電動車輛目前及未來的負載列表）以及42V/14V-Bordnetz（42V/14V PowerNet）。
同年的9月13日在巴登-巴登舉辦了第七屆的國際汽車電子技術會議，MIT的Richard D. Tabors博士提出的論文Neue Bordnetz- Architektur und Konsequenzen（新的汽車電子系統架構及影響），引起了許多的關注。
1997年3月6日BMW在汉诺威發表了Spezifikationsentwurf für das Zwei-Spannungsbordnetz 42V/14V（雙電壓汽車車子動力系統 42V/14V規範草案）。
SICAN GmbH的所作的，對BMW和戴姆勒的合作有正面的影響，由他們聯合定義歐洲的2005年負載列表，以及聯合提出雙電壓汽車車子動力系統 42V/14V規範草案即可看出。
2011年時，不少德國車廠同意在電子車的電壓系統中增加48V的電源系統，輔助現有的12V系統，並且引入Combo plug（一種電動車直流充電的通用電子接頭）。2018年時，許多量產的車輛已使用48V系統，例如保时捷、賓利的SUV，而沃尔沃集团及奥迪計劃在2019年的車輛導入48V的標準

## 電壓的選擇
6-cell的铅酸蓄电池在放電時輸出的電壓約是12.6 V，對應的汽車交流發電機在充電時可以輸出13.5 V至14.5 V的電壓。42V的電壓大約近似新標準充電系統的輸出。標稱電壓12 V的車用電池在工作時的輸出電壓約13.8 V，因此用14 V來近似。文獻中42 volt的電力系統常常是指用6 cell铅酸蓄电池，標稱電壓14V作為能量來源的系統。依運作條件不同，現今車輛電力系統的電壓可能介於6.5 V 至 16 V之間，中間也可能會出現電壓漣波。
在許多的準備工作後（所得結果在《2005年的汽車電子系統架構》中），在1995年麻省理工學院的會議中，透過MAESTrO工具，將各車廠的汽車電力系統在以下幾個規格之間選擇（12 V、12 V/24 V DC、12 V/48 V DC 及12 V/60 V AC）。研究的結論是選擇可行範圍內，最大的直流電壓。
直流電壓的限制因素是60 V電擊保護的限制，就算在極端條件下產生了電壓晃動，其電壓也不能超過此數值。此限制條件讓車用系統的電壓不能是48 V，因為在低溫下充電時，車池電壓可能會超過60 V。而價格、重量以及電池體積也會影響電池數量，因此需將電池數量維持在最小值。
在 42 V/14 V 的powerNet的新電池技術，無法在車用市場上降到一般人可以負擔的價格。铅酸蓄电池價格很低，其充電放電特性符合規格。因此，铅酸蓄电池若要針對能量以及使用壽命優化，會將其電壓降低，若要針對的功率優化，需要將其電壓提高。
另外一個新架構的重要準則，是要允許漸進的進行調整，以此例來說，是要漸漸的有需要較高電壓負載的需求。
在42 V/14 V系統中，14 V的電源不會用在大功率的負載上，使用範圍的限制也會比較多。
在汽車領域中，電力電子越來越重要，是未來汽車價格的決定性因素之一。在選擇最適合的電壓準位時，此一準則特別的重要。
在主要半導體供應商的密集討論後，認為大約40 V的電壓是比較合適的。在《Intelligente Leistungshalbleiter für zukünftige Kfz-Bordnetze》（針對未來車輛電力系統的智能功率半導體）論文中有列出許多的論點，此論文是由以前的西門子半導體（現在的英飞凌科技）在1997年6月在慕尼黑的第十七屆Elektronik im Kraftfahrzeug會議中所提出的。
其他有關較高電壓的論點包括可以減少線材重量，提昇穩定性，也減少電壓降。電壓變為原來的三倍，電流變為原來的三分之一，導線截面積也可以減為原來的三分之一，而相對的電壓降也可以降到三分之一。因此42 V變成車用電源的第二種選擇。

## 外部連結
- Paper by Emilian Ceuca:  (PDF).   [2020-07-08]. （原始内容存档 (PDF)于2020-09-17）. (65.0 KB)
- Halbleiter im 42V-Bordnetz（页面存档备份，存于） Dr. Alfons Graf Infineon Technologies, Munich October 2001
- 42V Powernet Report Mike Weighall, Digatron/Firing Circuits, Aachen January 2003